# Рівчак
Рівчак, Бабка — річка в Україні, у Корюківському районі Чернігівської області. Права притока Убіді (басейн Дніпра).

## Опис
Довжина річки 13 км., похил річки — 2,7 м/км. Площа басейну 60,0 км².

## Розташування
Бере початок у Чорнотичах. Тече переважно на південний схід через Кудрівку і впадає у річку Убідь, праву притоку Десни.
Річку перетинає автомобільна дорога Н27.